# وسام الاستحقاق الوطني الموريتاني
وسام الإستحقاق الوطني الموريتاني او المعروف بالوسام الوطني الموريتاني وهو وسام يمنح للمدنين والعسكريين بأمر من الرئيس الموريتاني او المسؤول عن السلطة.

## حصلوا عليه
أبرز من تلقي الوسام هم؛:
- من المملكة العربية السعودية
- الوليد بن طلال بن عبد العزيز ال سعود.
- الدكتور هزاع المطيري.
- الدكتور محمد بن عبد الكريم العيسى.
- اللواء أركان طيار محمد بن سعيد المغيدي .

- من دوله الكويت.
- السفير عيسى عبدالله الكلباني.

- من الجمهورية العربية المصرية
- السفير أحمد فاضل .
- الدكتور راجح داوود .

- من جمهورية السودان
- السفير محمد حاشي.